# Claudia Spiewak
Claudia Spiewak (* 1. Oktober 1954 in Hamburg) ist eine deutsche Journalistin. Januar 2008 bis Januar 2020 war Claudia Spiewak Programmchefin von NDR Info und gleichzeitig Chefredakteurin des NDR Hörfunks.
Nach dem Abitur an der katholischen Sophie-Barat-Schule studierte sie Germanistik, Soziologie und Pädagogik an der Universität Hamburg. Nach einem Volontariat bei den Harburger Anzeigen und Nachrichten und beim NDR wurde sie 1983 Redakteurin für Landespolitik beim Hörfunklandesprogramm NDR 90,3, wechselte 1988 zu NDR 2. Es schloss sich eine Zeit als Skandinavienkorrespondentin für die Hörfunksender der ARD in Stockholm aus den skandinavischen Ländern an. Seit 1996 bearbeitete sie die Auslandsberichterstattung als Redakteurin und leitet seitdem die Programmgruppe Politik und Aktuelles. Von 2004 bis 2008 war sie Programmleiterin von NDR 90,3, danach und bis zu ihrem Ruhestand im Januar 2020 in ähnlicher Funktion bei NDR Info.
Sie ist mit dem Politiker Hermann Scheunemann verheiratet, den sie bei einer Anhörung der Bürgerschaft kennenlernte.